# Abacaria orkeni
Abacaria orkeni är en nattsländeart som beskrevs av Joachim Illies 1969. Abacaria orkeni ingår i släktet Abacaria och familjen ryssjenattsländor. Inga underarter finns listade i Catalogue of Life.